# Дивідендна прибутковість
Дивідендна прибутковість (англ. Dividend yield) — це відношення величини річного дивіденду на акцію до ціни акції. Дана величина виражається найчастіше у відсотках.

## Приклад
При ціні акції ПАТ «Лукойл» 1124,37 рублів і дивіденді 28 рублів на акцію дивідендна прибутковість буде рівна:
{\displaystyle {\frac {28}{1124,37}}*100\%=2,49\%}.

## Історична інформація
Інформація про S&P 500 взята зі статті:
| десятиліття | зміна ціни % | дивідендна віддача % | сумарне річне повернення % | річна інфляція CPI % | Сумарне річне повернення, очищене від інфляції % |
| ----------- | ------------ | -------------------- | -------------------------- | -------------------- | ------------------------------------------------ |
| 1930-ті     | -41,9        | 56,0                 | 14,1                       | -2                   | 3,41                                             |
| 1940-ві     | 34,8         | 100,3                | 135,1                      | 5                    | 7,5                                              |
| 1950-ті     | 256,7        | 180,0                | 436,7                      | 4                    | 39                                               |
| 1960-ті     | 53,7         | 54,2                 | 107,9                      | 5                    | 6                                                |
| 1970-ті     | 17,2         | 59,1                 | 76,3                       | 8                    | 0                                                |
| 1980-ті     | 227,4        | 143,1                | 370,5                      | 7                    | 30                                               |
| 1990-ті     | 315,7        | 95,5                 | 411,2                      | 5                    | 36                                               |
| 2000-ні     | -15,0        | 8,6                  | -6,4                       | 4                    | -5                                               |
| Середні     | 106,1        | 87,1                 | 193,2                      | 6                    | 13                                               |